# 佐々木生道
佐々木 生道（ささき せいどう、1913年12月13日 - 1999年12月13日）は、日本の市民マラソンランナーの先駆者。1973年、59歳で日本の市民ランナーとして初めてボストンマラソンに参加。また1976年に62歳で日本人として初めてホノルルマラソンに参加。

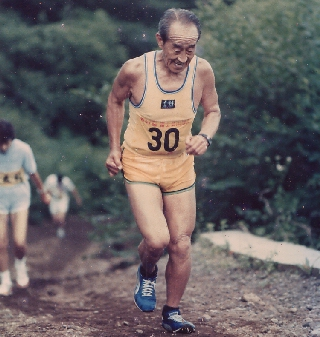
富士登山競走で、富士山を駆け上る佐々木生道（69歳頃、1984年）

## マラソンに関するエピソード
ボストンマラソンに参加できた経緯

当時、海外で開催されるマラソンは、日本陸上競技連盟によって選考された選手のみが参加できるシステムになっており、一般の市民ランナーは参加する糸口がなかった。ましてや、佐々木生道はマラソンを55歳を過ぎてから始め、陸上選手としての実績もなく、とても参加できる状況にはなかった。ただ、1967年から開催された青梅マラソンや、陸上選手しか参加できない別府大分毎日マラソンなど、国内の大会においては、様々な大会で完走の実績は持っていた。

しかし、佐々木生道は、マラソンの師であった山田敬蔵が優勝を飾ったボストンマラソンへの参加を実現するために、ボストンマラソンの運営事務局に直接ラブレターを送り、切符を勝ち取った、という。手紙の内容はわからないが、信念を貫く強い気持ちが、参加を実現させた（山田敬蔵・談話）。
マラソンを始めたきっかけ

50歳頃（1963年頃）まで、体重96キロ、酒は一日に一升、ビール10本、煙草を100本吸い、52歳（1965年）で糖尿病を患った。禁酒・禁煙・減食・歩くことを決意し、1日5～6時間歩いた。わずか半年で、体重は48キロまで落ちた。近所のうなぎ屋のおかみが「ねぇ、あんたに似た太った人、この頃見かけないけどどうしたの？」と聞かれ、自分だと答えると、あまりの姿の変化に自分だと信じてもらえなかったという。その後、長距離走に興味が湧いた佐々木は当時から有名だったホノルルマラソン走者山田敬蔵氏らが主催するランニング講座を受講し、マラソンの魅力に取りつかれた。

トレーニング

毎日歩き続けた後、ランニングに移行。55歳頃から、朝・夕の2回、10キロずつ走り、生涯欠かすことはなかった。

鉄の意志を持つ超人

山田敬蔵に「この人程強い意志を持った人は、珍しい」と言わせた人物だった。一度決めたことは、終えるまで変えない。ボストンマラソン10年、ホノルルマラソン10年連続出場を達成し、その後も多くの高齢記録を残した。

## 主な記録
55歳頃から80歳頃まで、月一回のペースでフルマラソンに参加した。
| 参加年（年齢）                 | レース名                                             | 結果                                 | 備考                                                      |
| ------------------------------ | ---------------------------------------------------- | ------------------------------------ | --------------------------------------------------------- |
| 1973年（59歳）～1982年（69歳） | ボストンマラソン                                     | 完走                                 | ※日本人の市民ランナーとして初参加。以後、10年連続で参加。 |
| 1973年（59歳）                 | 那覇マラソン                                         | 完走（3時間49分00秒）                | -                                                         |
| 1976年（63歳）                 | 富士登山競走                                         | 完走（4時間22分18秒、261位）         |                                                           |
| 1976年（63歳）～1986年（73歳） | ホノルルマラソン                                     | 完走（3時間46分27秒、60歳の部第3位） | ※日本人として初参加。以後、10年連続で参加。               |
| 1978年（65歳）                 | ボストンマラソン                                     | 完走（3時間52分20秒）                |                                                           |
| 1980年（67歳）                 | ニューヨークマラソン                                 | 完走                                 |                                                           |
| 1981年（68歳）                 | タートルマラソン全国大会（川口湖畔コース）           | 完走                                 |                                                           |
| 1984年（68歳）                 | 富士登山競走                                         | 完走                                 |                                                           |
| 1986年（70歳）                 | スポニチ山中湖ロードレース大会（山中湖畔周回コース） | 完走                                 |                                                           |
| 1986年（70歳）                 | 青梅マラソン                                         | 完走                                 |                                                           |
| 1990年（77歳）                 | キナバル山クライマソン（マレーシア）                 | 完走                                 |                                                           |
| 1991年（78歳）                 | ボストンマラソン                                     | 完走                                 |                                                           |
| 1991年（78歳）                 | ミュンヘンマラソン                                   | 完走                                 |                                                           |

※年齢は、開催年から推定年齢を算出したもの。
※当記録は、現在の残る参加記録のみを掲載。

## 交流のあった人物・団体
・山田敬蔵（マラソンランナー）

・鬼太鼓座（創作和太鼓集団）

・ロバート・リード（文筆家／画家・シカゴ生まれ）